# FP-45 Liberator
FP-45 Liberator («Визволитель») — пістолет, виготовлений армією США під час Другої світової війни для використання силами опору на окупованих територіях. Ліберейтор ніколи не видавався американським або іншим військам союзників, і є кілька задокументованих випадків використання зброї за призначенням; хоча цільові одержувачі, нерегулярні сили та бійці опору, рідко зберігали детальні записи через невід’ємний ризик, якщо записи будуть захоплені ворогом. Кілька пістолетів FP-45 було розповсюджено за призначенням, і більшість з них були знищені союзними силами після війни.

## Історія створення
Концепцію запропонував польський військовий аташе в березні 1942 року. Проект було доручено Об’єднаному комітету психологічної війни армії США та розроблено для Армії Сполучених Штатів через два місяці  Джордж Гайд із внутрішнього виробничого підрозділу General Motors Corporation у Дейтоні, Огайо. Виробництво було розпочато General Motors Guide Lamp Division, щоб уникнути конфлікту пріоритетів із внутрішнім відділом виробництва M1 carbine. звідси позначення ФП-45. Це було зроблено, щоб замаскувати факт серійного виробництва пістолета. Оригінальні інженерні креслення позначали ствол як «трубку», курок як «ярмо», бойок як «стрижень керування», а спускову скобу як «гайковий ключ». Завод Guide Lamp Division в Андерсон, штат Індіана зібрав мільйон таких пістолетів. Проект «Визволитель» зайняв близько шести місяців від концепції до завершення виробництва з приблизно 11 тижнями фактичного виробництва час, виконане 300 робітниками.

## Конструкція

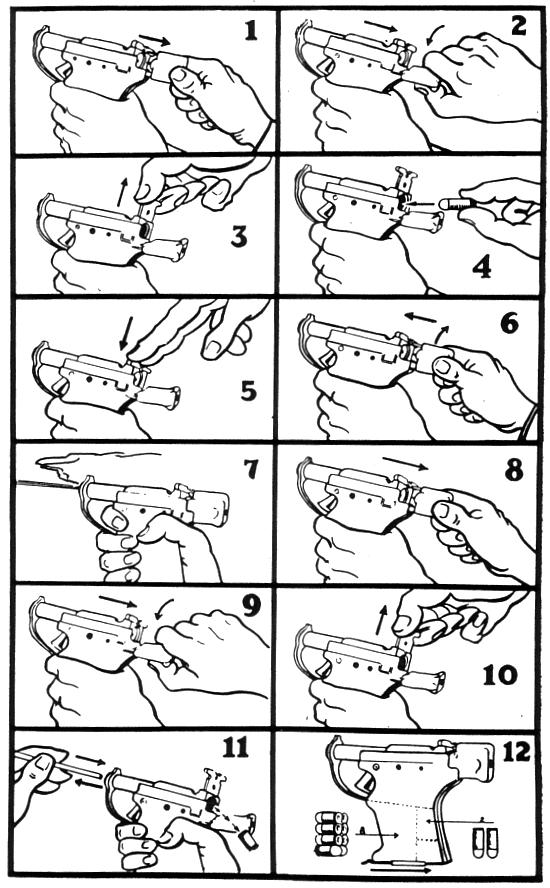
Інструкція з перезарядки пістолета.

FP-45 був грубим однозарядним пістолетом, розробленим для дешевого та швидкого масового виробництва. Він мав лише 23 штамповані та точені сталеві деталі, які були дешевими та простими у виготовленні. Він стріляв із .45 ACP пістолетного патрона з ненарізного ствола. Через це обмеження він був призначений для використання на короткій відстані, 1—4 ярди (1—4 м). Його максимальна ефективна дальність становила лише 25 футів (8 м). На великій дистанції куля починає падати і збиватися з курсу. Початкова вартість доставки FP-45 становила 2,10 дол. США за одиницю (Шаблон:InflationШаблон:Inflation/fn), завдяки чому він отримав прізвисько «пістолет Вулворта». У рукоятці пістолета можна було зберігати п’ять патронів.

## Використання у військовий час
«Визволитель» був доставлений у картонній коробці з 10 патронами .45 ACP, дерев’яним дюбелем для видалення порожньої гільзи та аркушем інструкцій у формі коміксів, де показано, як заряджати зброю та стріляти. «Визволитель» був грубою та незграбною зброєю, яка ніколи не призначалася для служби на передовій. Спочатку він був призначений як зброя повстанців для масового скидання в тилу ворога бійцям опору на окупованій території. Боєць опору мав забрати пістолет, підкрастися до Осі окупанта, убити або вивести його з ладу та забрати його зброю.
Він був виготовлений під префіксом "FP" і згадувався в офіційній документації як "Flare pistol". Пістолет цінували так само за його ефект психологічної війни як його фактична польова продуктивність. Вважалося, що якщо величезну кількість цих пістолетів можна буде доставити на окуповану країнами Осі територію, це матиме руйнівний вплив на моральний дух окупаційних військ. План полягав у тому, щоб скинути їх у таких великих кількостях, щоб окупаційні сили ніколи не змогли захопити чи повернути їх усіх. Було сподівання, що думка про тисячі цієї невіднайденої зброї, яка потенційно опиниться в руках громадян окупованих країн, матиме згубний вплив на моральний дух ворога.
Штаб генерала Дуайта Д. Ейзенхауера ніколи не бачив доцільності масового скидання «Визволителя» над окупованою Європою, і дозволив розповсюдження менше ніж 25 000 із півмільйона пістолетів FP-45, надісланих до Великої Британії для Французький опір. Генерали Джозеф Стілвелл і Дуглас Макартур так само без ентузіазму поставилися до іншої половини пістолетів, запланованих для відправлення в Тихий океан. Потім армія передала 450 000 «Визволителів» до Офісу стратегічних служб (OSS), який віддавав перевагу постачанню бійців Опору на обох театрах дій більш ефективною зброєю, коли це було можливо.
Французьке використання FP-45 залишається незадокументованим, однак існує історія вбивства з FP-45 від німецького військового поліцейського Ніклауса Ланге. Він стверджував, що в окупованій Франції тиражували тисячі. У 1944 році OSS дійсно роздав кілька пістолетів грецьким силам опору. Більшість пістолетів, надісланих до Британії, були не розповсюджується, а пізніше скидається в море чи переплавляється на металобрухт.
Сто тисяч пістолетів FP-45 було відправлено до Китаю в 1943 році, але їх фактична кількість залишається невідомою. Кілька було роздано філіппінським Армія Співдружності, Філіппінська поліція та бійцям опору.